# Mapa dinámico
Los mapas dinámicos, también conocidos como organizadores dinámicos u organizadores gráficos, son materiales educativos usados para exponer ideas. Se caracterizan por presentar las ideas de manera gradual (poco a poco), son pequeños y están ubicados entre el orador y el público. 
Se viene difundiendo y aplicando en el campo educativo desde hace diez años en la región central del México.

## Etimología del término
Deriva de los organizadores gráficos del conocimiento más usados, como son los mapas mentales, los mapas conceptuales, etc. También son conocidos como organizadores gráficos.
Y como para exponer con los mapas dinámicos se necesita de una componente móvil, es que toman el nombre de dinámicos.
Podemos considerarlos como "mapas mentales dinámicos" o "mapas conceptuales dinámicos"

## Historia
Fueron creados durante un taller de capacitación del Plan Nacional de Capacitación Docente (PLANCAD - Perú, 2000) por José Luis Castillo Córdova. El primero que se elaboró fue el ya conocido "Cómo muestro amor", que desarrolla un tema de valores.
Inicialmente se usaba en los niveles de educación inicial y primaria, pero en la actualidad se aplica en todos los niveles educativos, incluso hay temas desarrollados para diferentes carreras profesionales.

## Características
Los organizadores dinámicos se caracterizan por: 
ser pequeños, están entre el orador y el público, ayudan a exponer mejor al servir de “escudo” psicológico, brindan apoyo a través de ayudas memoria, organizan la exposición y captan la atención de los asistentes.
Los organizadores dinámicos que se vienen aplicando con mayor frecuencia en la actualidad, son de cartulina, con la información escrita en tarjetas articuladas que muestran la información de manera gradual. SE desarrolla una "base", o cartulina grande con la información inicial, generalmente el título del tema a desarrollar. Luego se agregan las tarjetas articuladas con la información adicional. El sistema de articulación es muy simple: la tarjeta tiene un agujero circular, y va cubierta con una tapa. La goma pega la tapa y la base, por lo que la terjetat puede girar libremente.

## Tipos
En la actualidad hay dos modalidades de mapas dinámicos

### Organizadores dinámicos de cartulina
Realizados con cartulina y goma. Son muy económicos y llamativos. Se pueden plegar y llevar con facilidad en una maleta.

### Organizadores dinámicos virtuales
Son realizados usando diapositivas con ayuda del software. El requisito para que sea considerado un mapa dinámico u organizador dinámico, es que la información se presente poco a poco.
La persona que aprende a exponer con organizadores de cartulina, cuando usa las TIC(multimedia), realizará mejores presentaciones.

## Temas interesantes de Organizadores
Se han desarrollado a la fecha materiales para exponer en temas de arte, matemáticas, salud, literatura, cuentacuentos, juegos y muchas variantes.